# Лягов Богдан Олександрович
Богда́н Олекса́ндрович Ля́гов (псевдо «Аполлон»; 11 лютого 2003, Жовті Води, Дніпропетровська область, Україна — 25 грудня 2022, Брянська область, Російська Федерація) — учасник російсько-української війни, сапер диверсійно-розвідувальної групи добровольчого батальйону «Братство» Дмитра Корчинського, яка діяла у складі спецпідрозділу Тимура ГУР МО України.

## Життєпис
Народився 11 лютого 2003 року в місті Жовті Води Дніпропетровської області. Був єдиною дитиною у батьків. Захоплювався малюванням, українською класичною музикою та спортом – став чемпіоном Дніпропетровської області з легкої атлетики.
Любов до мистецтва набув у Жовтоводській музичній школі, де навчався на струнно-смичковому відділі та здобув музичну освіту за програмою «Скрипка».
Навчався у Жовтоводському промисловому фаховому коледжі Дніпровського національного університету імені Олеся Гончара за спеціальністю «Економіка» та здобув професійну кваліфікацію «Молодший спеціаліст з економіки підприємства». З 17 років почав заробляти гроші у сфері обміну криптовалют і розробкою ботів для Telegram. Після закінчення коледжу переїхав до Києва з наміром відкрити власну справу з виготовлення одягу.
З початком 24 лютого 2022 року повномасштабного російського вторгнення на територію України став добровольцем. Три дні поспіль провів у чергах до пунктів ТРО на лівому березі Києва, але дістав відмову через закінчення набору.
На той час набір у добробати також був закритий, але в одному з них Богдану запропонували вакансію графічного дизайнера. За декілька тижнів, коли поновили набір, подався до навчально-рекрутингового центру батальйону «Братство» поблизу університету ім. Тараса Шевченка. Під час місячного навчання постійно перебував у військових нарядах. Після навчання був відправлений на Харківщину, під Ізюм, де бійці батальйону співпрацювали з 93-ю окремою механізованою бригадою «Холодний яр». Згодом були Одещина, де допомагали прикордонникам патрулювати кордон і затримувати диверсійні групи з Придністров'я; стратегічні завдання на Запоріжжі.
Загинув 25 грудня 2022 року під час виконання бойового завдання на території Брянської області Російської Федерації разом зі своїми побратимами Юрієм Горовцем, Максимом Михайловим і Тарасом Карпюком. За попередньою інформацією, група загинула, натрапивши в транспортному засобі на мінне поле. За іншою інформацією група загинула під час бою. За повідомленням ГУР МО України: «25 грудня 2022 року диверсійна група Непийпива, Тарасія, Святоші та Аполлона здійснювала глибинний рейд з таємним завданням на підконтрольній ворогу території». «Непийпиво, Святоша, Тарасій та Аполлон відмовились здатись в полон російським військам, зайняли кругову і героїчно прийняли останній бій 25 грудня 2022 року». Деталі їхньої останньої операції досі не повідомлені. Були одними з перших, хто переніс війну на територію ворога.
22 лютого 2023 року батальйон «Братство» повідомив про повернення в Україну тіл чотирьох бійців, які загинули на ворожій території.

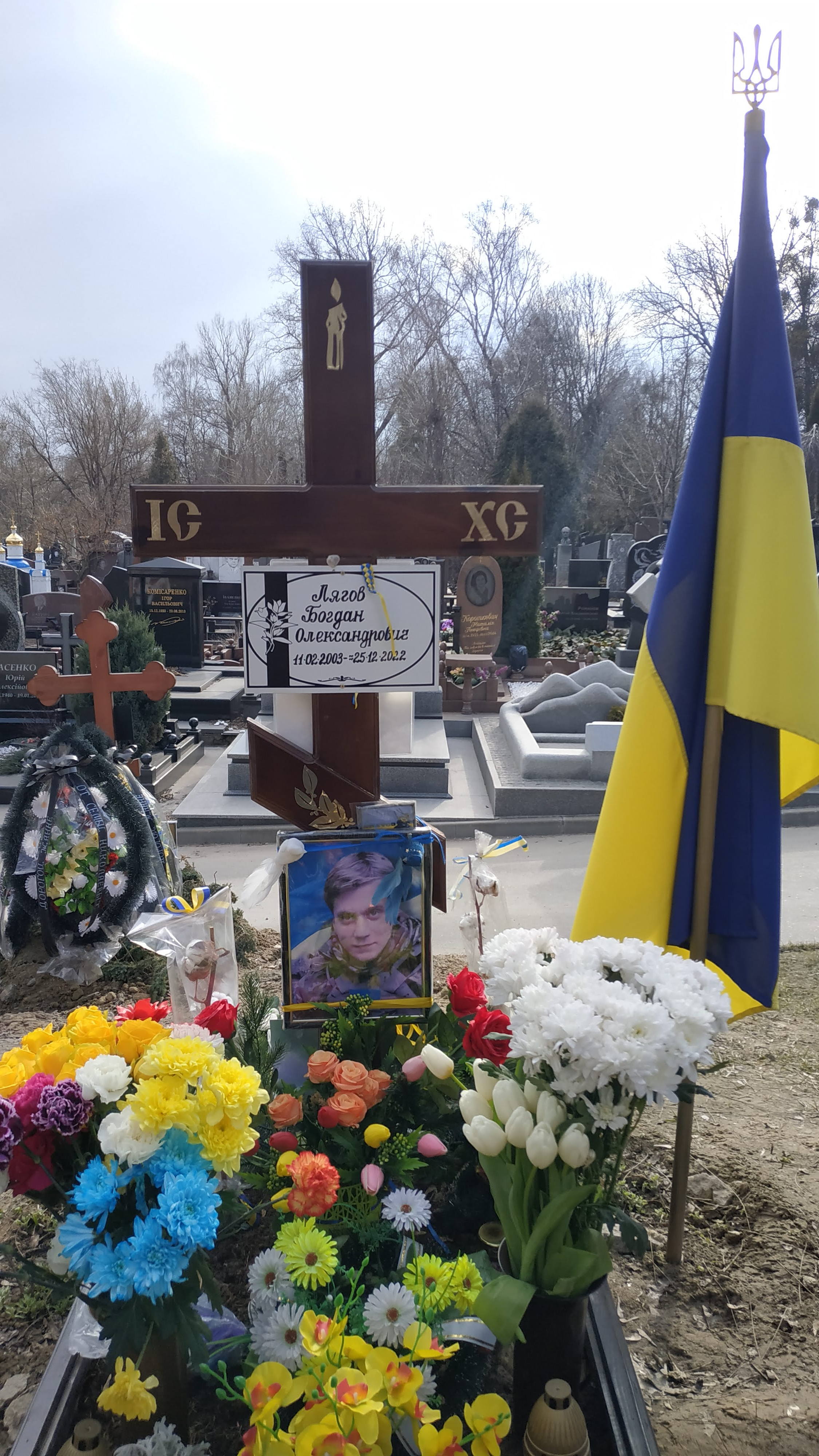
Могила Богдана Лягова, Байкове кладовище (ділянка 27а), Київ

7 березня 2023 року в Києві в Михайлівському Золотоверхому соборі відбулося відспівування загиблих, а згодом — прощання на Майдані Незалежності. Похований на Байковому кладовищі (ділянка 27а).

## Спогади про Богдана
Друзі дитинства дуже тепло відгукуються та згадують Богдана. За спогадами подруги дитинства Земфіри Мамедової:
Першою про «Аполлона» на своїй сторінці у соціальній мережі Twitter написала його подруга rina_reznik . Насправді дівчину звати Смольнікова Дарина. -  «Він був гарним, як бог і пішов генералом у небесну Фіуме. Йому було 19».
Ось  уривок з її тексту: «Він був гарний, нахабний, гострий на язик ..
Радикальна література, чорні рубашки, ніж в зубах, неореакція, фільми Рефна, ніжність до Данте.
Він був Аполлоном. Світловолосий, блакитноокий, з важкою челюстю, тонким тілом. Йому так личила форма. Як молодим офіцерам першої світової. Вона сиділа як влита. Жовті тактичні окуляри і цигарка в зубах. Він лише посміхався з тих, хто не міг так, як він.
Малий вмів тягнути прикол і бути гарним, як молодий бог...
Він віддав за ваш спокійний сон своє життя. Пішов генералом в небесну Фіуме. Йому було 19 років.
Сподіваюсь у тебе там небесна республіка Фіуме. Де ти чекаєш і на мене. І будуть заборонені книги. І буде найсмачніше пиво.
І буде та Україна, яку ти хотів. Така, де все можна».
От як згадує Богдана побратим, який служив із ним поряд:
«З початку війни дев'ятнадцятирічний хлопець почав воювати.
Відразу зголосився в диверсійну групу.
Можете уявити кількість удалих операцій з лютого…
Спілкувалися з ним час від часу.
Хлопець надзвичайно сміливий. Завжди викликався добровольцем.
і хоча через юний вік нарікав, що часто не беруть на самі складні задачі, але „Аполлон“ був щасливий. Його вважали геніально здібним, бо показував одні з кращих результатів по фізичній та тактичній підготовці.
Всі побратими казали, що війна це його поклик. Честь!»
Аполлон любив цитувати: «Війна надає людині можливість пробудити Героя, сплячого внутрішньо в ньому. Час, в який людина стає Героєм, якщо цей момент і останній в його земному житті, своїм значенням дозволяє людині пізнати відносність людського життя та пізнати більше ніж земне життя».
Радіо Трек: НОВИНИ: Образ юного Богдана Лягова «Аполлона» та його відважних побратимів — заслуговує, фільмів, романів і слави. Вічної Слави, яку вони й отримали в наших серцях, змінивши навіть наше ставлення до слова «хрцизи» : легені, красені герої.
Компаніченко Тарас Вікторович — Народний артист України, боєць 241 бригади Сил ТрО ЗСУ, про братську четвірку Непийпива, Святошу, Тарасія та Аполона, які Здобули Вічне Життя:
«Ці козаки, ці лицарі мали б одружитися, народити дітей, створити сім'ї.
Справжні, найкращі. Не могли інакше — от яка штука. Але зараз ми справляємо для них похорон, весілля, друзі, для цих найкращих, Для цих золотих, для цієї золотої молоді. Ось вона, золота молодь, ось вона!».
Julia Hlyvniuk : «На війні завжди гине цвіт нації, найкращі з нас, бо вони не можуть інакше. Такі першими встають на боротьбу зі злом і темрявою і багатьох з них приносять на щитах. Здається, більше таких вже не буде, не народиться, але я вірю, що вони будуть завжди. Подвиги героїв тримають тих, хто в час небезпеки тримає тил, виховують і дають приклад юним та новонародженим і ми обов'язково їх будемо бачити знов».
Nadia Vinnik : «Світ має запам'ятати імена наших лицарів: Тарас Карпюк -„Тарасій“, Юрій Горовець -„Святоша“, Максим Михайлов -„Непийпиво“ і Богдан Лягов -„Аполлон“. Вони любили життя, заряджали інших своєю енергією та рішучістю. „Романтики на полі бою“ — говорили про них. Навіть у своїй ризикованій місії вони були артистами та авантюристами — в хорошому сенсі цього слова. Кожен із них був неповторним, яскравим, ідейним, світлим, чистим і життєлюбним, а разом вони творили потужну синергію. Прийде час і про них зніматимуть фільми. Їхні образи, героїчні вчинки, їхня весела вдача надихатимуть наступні покоління. Екранізація їхнього життя відкриє наших лицарів світові».

## Вшанування пам'яті
30 грудня 2022 року на офіційному інтернет-представництві Президента України оприлюднена петиція № 22/174768-еп «щодо присвоєння почесного звання Герой України посмертно учасникам української диверсійно-розвідувальної групи Максиму Михайлову, Юрію Горовцю, Тарасу Карпюку та Богдану Лягову, які сміливо та рішуче діяли на території ворога і там же героїчно загинули 25 грудня 2022 року на кордоні з Брянською областю в ході чергового бойового виходу». 29 січня 2023 року під петицією зібрано більше 25000 голосів, необхідних для розгляду.
22 лютого 2023 року петиція була підтримана Президентом України Володимиром Зеленським, який звернувся до Прем'єр-міністра України Дениса Шмигаля з проханням комплексно опрацювати порушене питання, про результати поінформувати Президента та автора петиції.

#### Нагороди

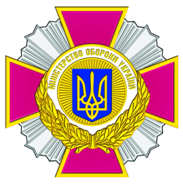
«Знак пошани» МО України

Нагороджений відзнакою Міністерства оборони України — нагрудний знак «Знак пошани».

#### У літературі
Героям батальйону «Братство» — Юрію Горовцю (Святоші), Максиму Михайлову (Непийпиво), Тарасу Карпюку (Тарасію) та Богдану Лягову (Аполлону), присвячені вірші тощо.